# Bobrujszki terület

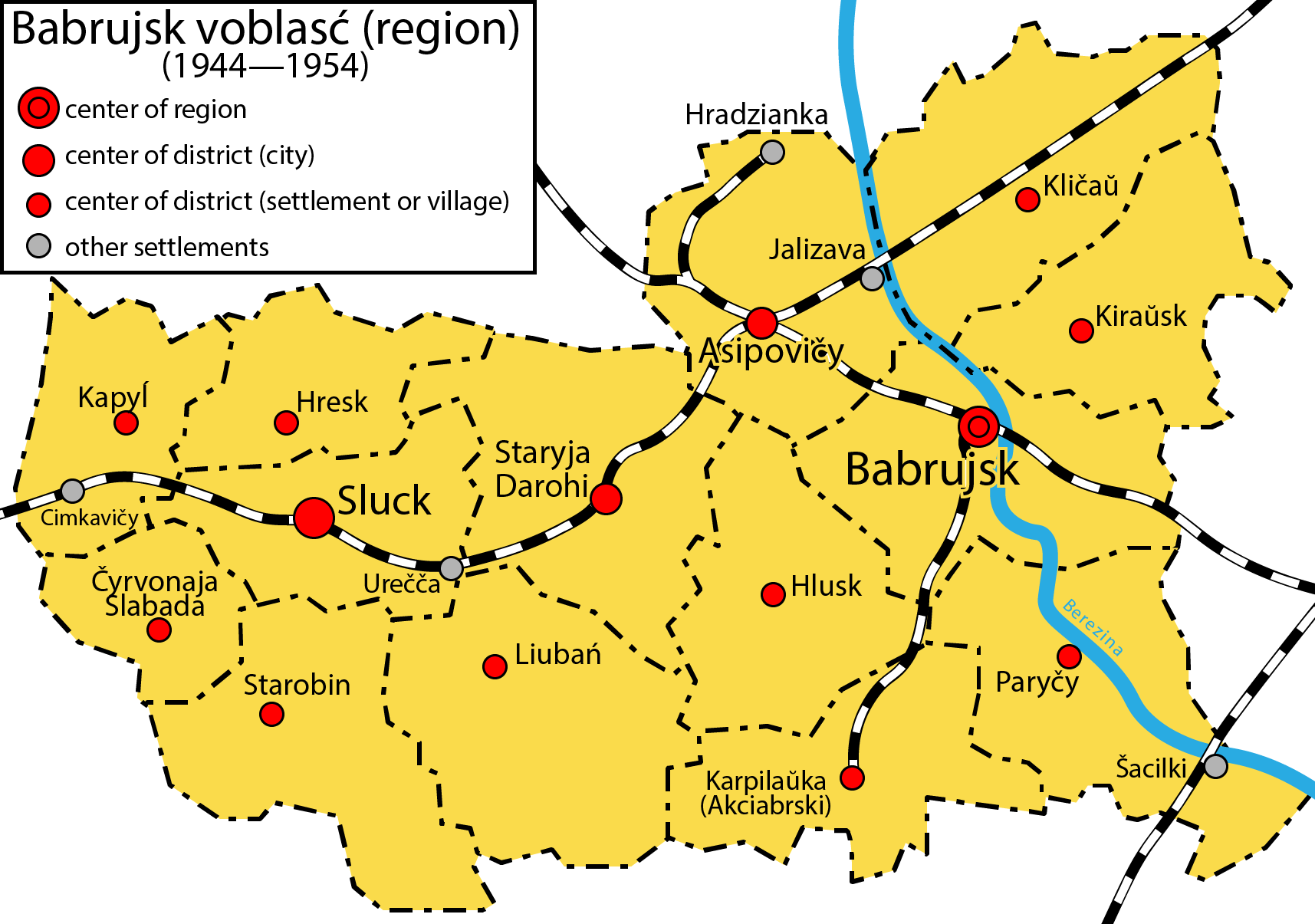

A Bobrujszki terület (oroszul: Бобруйская область, belarusz nyelven: Бабруйская вобласць) – a Belorusz SZSZK közigazgatási egysége volt 1944–1954 között. Területe 19,7 ezer km²,  lakossága 1953-ban 654 900  fő volt. Székhelye Babrujszk (akkor oroszul Bobrujszk) volt. A terület hivatalos lapja a területi pártbizottság által 1944–1954 között kiadott belarusz nyelvű Szaveckaja Radzima (magyarul: Szovjet szülőföld) volt. A következő járások (14) tartoztak hozzá (a dőlt betűvel jelzett járásokat az 1956–1962 közötti közigazgatási átszervezések során megszüntették):
- Bobrujszki járás
- Gluszki járás
- Greszki járás
- Karpilovkai járás
- Kirovszki járás
- Klicsevi járás
- Kopili járás
- Krasznaja Szlobodai járás
- Ljubanyi járás
- Oszipovicsi járás
- Paricsi járás
- Sztarobini járás
- Szlucki járás
- Sztarije Dorogi járás

1954. január 8-án a területet felosztották a Minszki (Kopili, Greszki, Szlucki, Sztarobini, Krasznaja Szlobodai, Sztarije Dorogi, Ljubanyi, Gluszki), a Gomeli (Karpilovkai, Paricsi járás) és a Mogiljovi terület (Bobrujszki, Klicsevi, Kirovszki, Oszipovicsi járás) között, majd a közigazgatási egységet a Szovjet Legfelsőbb Tanácsa 1954. április 26-i rendeletével megszüntették.